# Talaue Haus Marck
Koordinaten: 52° 12′ 44″ N, 7° 48′ 46″ O

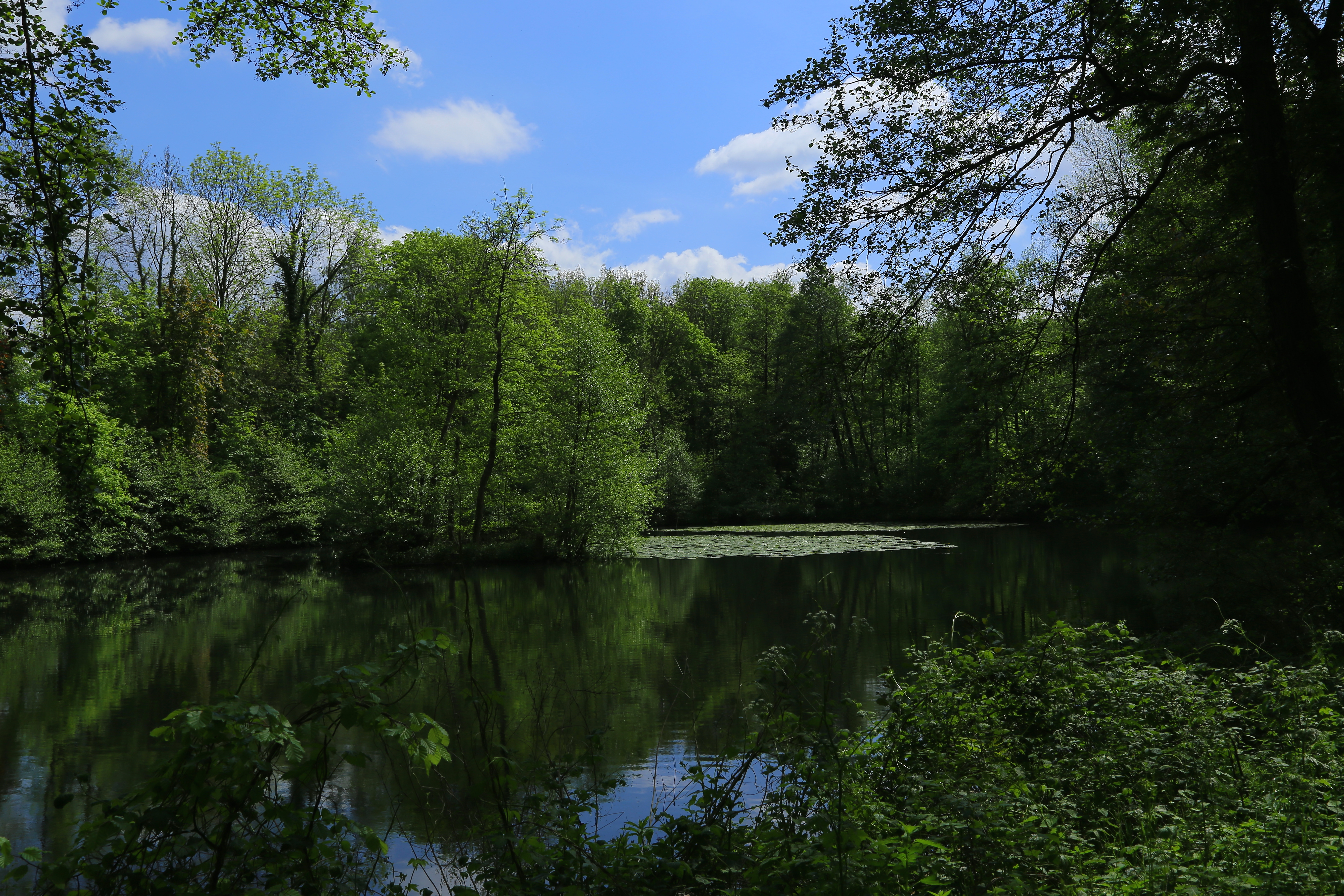
Naturschutzgebiet Talaue Haus Marck (Mai 2014)

Das Naturschutzgebiet Talaue Haus Marck liegt auf dem Gebiet der Stadt Tecklenburg im Kreis Steinfurt in Nordrhein-Westfalen. Das aus sechs Teilflächen bestehende Gebiet erstreckt sich südlich der Kernstadt Tecklenburg entlang des Wechter Mühlenbaches. Am westlichen Rand des Gebietes verläuft die Landesstraße L 597 und am südöstlichen Rand die A 1. Die L 504 verläuft nördlich und die L 591 südlich.

## Bedeutung
Für Tecklenburg ist seit 2009 ein 94,93 ha großes Gebiet unter der Kenn-Nummer ST-113 als Naturschutzgebiet ausgewiesen. Das Gebiet wurde unter Schutz gestellt
- zur Erhaltung und Entwicklung bzw. in Teilbereichen zur Wiederherstellung einer durchgehenden, naturnahen Bachaue mit in Nordrhein-Westfalen gefährdeten Biotoptypen einschließlich der daran gebundenen Tier- und Pflanzenarten,
- insbesondere zur Erhaltung und Entwicklung bzw. Wiederherstellung eines naturnahen Fließgewässers,
- zur Erhaltung und Entwicklung
  - naturnaher Auen- und Bruchwälder mit ihrer typischen Fauna und Flora in ihren verschiedenen Entwicklungsstufen/Altersphasen und in ihrer standörtlichen typischen Variationsbreite, einschließlich ihrer Vorwälder, Gebüsch- und Staudenfluren sowie Waldränder,
  - von Feucht- und Nassbrachen, Röhrichten und Großseggenrieden mit ihrer charakteristischen Vegetation und Fauna,
  - naturnaher Stillgewässer.